# Cổ văn quan chỉ
Cổ văn quan chỉ (phồn thể: 古文觀止, giản thể: 古文观止) là bộ tuyển tập cổ văn do Ngô Sở Tài (吴楚才), Ngô Điệu Hầu (吴调侯) tuyển soạn, chú giải hoàn thành vào năm 1694 (Khang Hi 33) và được in vào năm 1695 (Khang Hi 34). Hai ông đều là người Triết Giang, dạy học nhiều năm. Sách biên soạn vốn nhằm phục vụ học sinh coi như một tài liệu học tập. Tuy vậy, do tuyển chọn từ các tác phẩm kinh điển nên sách được sự hoan hỉ đón nhận của đông đảo mọi giới. Từ "quan chỉ 觀止" có nguồn gốc từ Tả truyện, Cổ Văn Quan Chỉ được hiểu theo nghĩa: Tuyển tập các tác phẩm cổ văn mẫu mực, đỉnh cao.

## Nội dung
Nội dung sách trích tuyển được trên 200 bài, chủ yếu tản văn và một ít bài văn biền ngẫu tiêu biểu nổi tiếng bao quát từ thời Đông Chu đến Minh bao hàm nhiều lĩnh vực lịch sử,triết học,tôn giáo,chính trị,văn học.Sách được chia thành 12 phần theo từng giai đoạn.
- Phần 1: Chu văn
- Phần 2: Chu văn
- Phần 3: Chu văn
- Phần 4: Chiến quốc văn (có sách ghi Tần văn)
- Phần 5: Hán văn
- Phần 6: Hán văn
- Phần 7: Lục triều Đường văn
- Phần 8: Đường văn
- Phần 9: Đường Tống văn
- Phần 10: Tống văn
- Phần 11: Tống văn
- Phần 12: Minh văn.